# Oiniades
Oiniades (in greco Μενίδι?) è un ex comune della Grecia nella periferia della Grecia Occidentale (unità periferica dell'Etolia-Acarnania) con 10227 abitanti secondo i dati del censimento 2001.
È stato soppresso a seguito della riforma amministrativa, detta Programma Callicrate, in vigore dal gennaio 2011 ed è ora compreso nel comune di Missolungi.

## Località
Oiniades è suddiviso nelle seguenti comunità (i nomi dei villaggi tra parentesi):
- Neochori Mesolongiou (Neochori, Magoula, Marmara)
- Gouria
- Katochi
- Lesini
- Mastro (Mastro, Platania)
- Pentalofo